# كاستل فسكاردو
كاستل فسكاردو (بالإيطالية: Castel Viscardo)‏ هي بلدية في مقاطعة تيرني في إقليم أومبريا الإيطالي.

## السكان
في سنة 1861 بلغ عدد السكان 1٬645 نسمة، وتطور العدد ليصل في سنة 2011 لـ 3٬028 نسمة.
يظهر هذا المخطط البياني تطور النمو السكاني لـ كاستل فسكاردو